# Aschat Żanbirow
Aschat Bachytuły Żanbirow (kaz. Асхат Бахытұлы Жанбиров; 2 listopada 1991) – kazachski zapaśnik walczący w stylu klasycznym. Zajął osiemnaste miejsce na mistrzostwach świata w 2016. Siódmy na igrzyskach azjatyckich w 2014. Wicemistrz Azji w 2016. Brązowy medalista uniwersjady w 2013. Czwarty w Pucharze Świata w 2016 i siódmy w 2014. Trzeci na mistrzostwach Azji juniorów w 2011 roku.